# Yira, yira (canción)
«Yira, yira» es un tango escrito con letra y música de Enrique Santos Discépolo en 1929. Este famoso tango ha sido interpretado por diversos artistas en distintos géneros musicales. La versión más famosa de esta canción fue hecha por Carlos Gardel, que la grabó también en 1930 para el cortometraje que lleva el mismo nombre, dirigido por Eduardo Morera.

## Significado
Carlos Gardel le preguntó en público a Enrique Santos Discépolo que qué había querido hacer con esta canción. Enrique le respondió que quiso hacer una canción de soledad y desesperanza; trata de un hombre que ha vivido la bella esperanza de la fraternidad durante 40 años y de pronto, a esa edad, se desayuna con que los hombres son unas fieras. La canción lo expresa con cosas amargas.

## Censura
A partir de 1943 en el marco de una campaña iniciada por el gobierno militar que obligó a suprimir el lenguaje lunfardo, como así también cualquier referencia a la embriaguez o expresiones que en forma arbitraria eran consideradas inmorales o negativas para el idioma o para el país obligó a reformar algunos títulos y letras para permitir su difusión radiofónica y así Yira, yira pasó a llamarse Camina, camina.
Las restricciones continuaron al asumir el gobierno constitucional del general Perón y en 1949 directivos de Sadaic le solicitaron al administrador de Correos y Telecomunicaciones en una entrevista que se las anularan, pero sin resultado. Obtuvieron entonces una audiencia con Perón, que se realizó el 25 de marzo de 1949, y el presidente —que afirmó que ignoraba la existencia de esas directivas— las dejó sin efecto.

## Filme
El 3 de mayo de 1931 se estrenó en el cine Astral el corto  Yira, yira, dirigido por Eduardo Morera, junto a otra serie de quince cortos con Gardel y sus guitarristas Guillermo Barbieri y Ángel Domingo Riverol.
En la película española El relicario (1970) de Rafael Gil hay una actuación de la canción en un teatro en una época del pasado (años 30) de la trama principal. Aunque no se dice, parece que quieren dar a entender que la canta Gardel (en este caso un actor parecido que la canta en playback). 

## Versiones
| - Olinda Bozán la estrenó en el teatro Sarmiento en 1929 - Orquesta Típica Victor la grabó por primera vez 1930 - Carlos Gardel - Tania - Ada Falcón - Ignacio Corsini - Edmundo Rivero - Virginia Luque - Roberto Goyeneche - Mercedes Simone - Sonora Palacios | - Los Piojos - Javier Calamaro - Hugo del Carril - Sara Montiel - Julio Iglesias - Francisco Canaro - Raphael - Omar Mollo - Florindo Sassone - Jerry Rivera |

## Letra
Cuando la suerte qu’es grela

Fayando y fayando

Te largue parao...

Cuando estés bien en la vía,

Sin rumbo, desesperao...

Cuando no tengas ni fe,

Ni yerba de ayer

Secándose al sol...

Cuando rajés los tamangos

Buscando ese mango

Que te haga morfar...

La indiferencia del mundo

Que es sordo y es mudo

Recién sentirás.

Verás que todo es mentira

Verás que nada es amor

Que al mundo nada le importa

Yira... yira...

Aunque te quiebre la vida,

Aunque te muerda un dolor,

No esperes nunca una ayuda,

Ni una mano, ni un favor.

Cuando estén secas las pilas

De todos los timbres

Que vos apretás,

Buscando un pecho fraterno

Para morir abrazao...

Cuando te dejen tirao,

Después de cinchar,

Lo mismo que a mí...

Cuando manyés que a tu lado

Se prueban la ropa

Que vas a dejar...

Te acordarás de este otario

Que un día, cansado,

Se puso a ladrar.
Yira, yira, 1929 (Enrique Santos Discépolo)